# Kebede Tekeste
Kebede Tekeste (amharisch ከበደ ተከስተ, * 14. August 1981) ist ein ehemaliger äthiopischer Langstreckenläufer, der sich auf den Marathon spezialisiert hatte.
Bei den Halbmarathon-Weltmeisterschaften 1998 in Uster kam er auf den 34. Platz. 
2004 wechselte er auf die 42,195-km-Distanz und wurde Dritter beim Rock ’n’ Roll Marathon. 2005 wurde er an selber Stelle Fünfter und jeweils Dritter beim Xiamen-Marathon und beim Las-Vegas-Marathon.
Auch 2006 und 2008 kam er beim Rock ’n’ Roll Marathon auf den fünften Platz. 2008 wurde er außerdem Siebter beim Nagano-Marathon und Zweiter beim Baltimore-Marathon.
Im Jahr darauf wurde er Zweiter beim Rock ’n’ Roll Arizona Marathon und blieb als Vierter beim Boston-Marathon mit 2:09:49 h erstmals unter der 2:10-Stunden-Marke. Zum Jahresende verbesserte er sich als Zweiter beim Fukuoka-Marathon auf 2:07:52 h.
2010 wurde er in Boston Zweiter in 2:07:23 h.
Kebede Tekeste wurde von Yilma Berta trainiert.

## Persönliche Bestzeiten
- 10-km-Straßenlauf: 28:37 min, 22. März 2003, Mobile
- Halbmarathon: 1:02:51 h, 27. September 1998, Uster
- Marathon: 2:07:23 h, 19. April 2010, Boston